# Carum porphyrocoleon
Carum porphyrocoleon là một loài thực vật có hoa trong họ Hoa tán. Loài này được Woronow mô tả khoa học đầu tiên.